# Diecezja Kimbe
Diecezja Kimbe – diecezja rzymskokatolicka w Papui-Nowej Gwinei. Powstała w 2003. Autor herbu jest słowacki heraldyk Marek Sobola. Herb został przyjęty w 2016 roku.

## Biskupi ordynariusze
- Alphonse Liguori Chaupa (2003–2010)
- William Fey, O.F.M. Cap. (2010–2019)
- John Bosco Auram (od 2019)